# Maxim Alexejewitsch Akimow

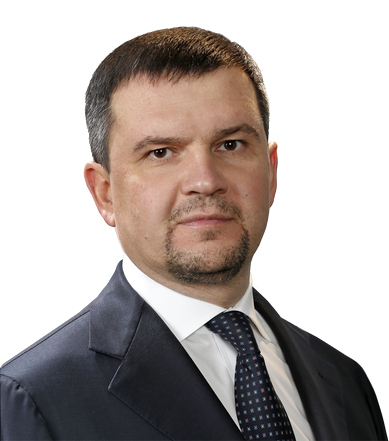
Maxim Akimow

Maxim Alexejewitsch Akimow (russisch Максим Алексеевич Акимов; * 1. März 1970 in Malojaroslawez, Oblast Kaluga, Sowjetunion) ist ein russischer Politiker. Seit Mai 2018 ist er Vize-Ministerpräsident der Regierung der Russischen Föderation. Er bekleidet den Rang eines Wirklichen Staatsrats 1. Klasse der Russischen Föderation.

## Leben
Akimow diente in den sowjetischen Streitkräften und arbeitete von 1991 bis 1992 als Lehrer für Geschichte, Geografie und Englisch an einer Mittelschule in Malojaroslawez. 1993 war er als führender Spezialist in der Rechtsabteilung eines Immobilienfonds der Oblast Kaluga tätig. Er absolvierte 1994 die Geschichtsfakultät der Kalugaer Staatlichen Pädagogischen Universität „K. E. Ziolkowski“. Von 1994 bis 1996 leitete er die Firma „Fineart-Audit“ und von 1996 bis 1997 die regionale Kommission für den Wertpapiermarkt der Oblast Kaluga. Von 1997 bis 2001 war er stellvertretender Direktor des Bereichs Wirtschaft und Industrie bei der Regionalregierung der Oblast Kaluga. Von 2001 bis 2004 war er erster Stellvertreter des Vorsitzenden des Staatseigentumkomitees der Oblast Kaluga. 2004 leitete er das Ministerium für Wirtschaftsentwicklung der Oblast Kaluga. Ab Mai 2004 wurde er zum ersten stellvertretenden Bürgermeister der Stadt Kaluga ernannt, erfüllte übergangsweise von August bis November desselben Jahres dessen Pflichten und wurde am 14. November mit 34,6 % der abgegebenen Stimmen zum Bürgermeister der Stadt gewählt. Im Juni 2007 wechselte Akimow in die Regionalverwaltung und war bis 2011 Stellvertreter sowie anschließend bis 2012 erster Stellvertreter des Gouverneurs der Oblast Kaluga. Als Leiter des Regionalministeriums für wirtschaftliche Entwicklung und Finanzen war er für die Realisierung der Wirtschafts-, Finanz- und Investitionspolitik der Region verantwortlich.
2012 wechselte Akimow in den Regierungsapparat der Russischen Föderation. Von 21. Mai 2012 bis 23. Mai 2013 war er Stellvertreter des Vize-Ministerpräsidenten Wladislaw Surkow und anschließend erster Stellvertreter des Leiters des Regierungsapparates Sergei Prichodko. Akimow war zuständig für Fragen der Realisierung der staatlichen Wirtschafts- und Finanzpolitik sowie der Entwicklung von Industrie, Energetik, Verkehr und Telekommunikation. In seinem Verantwortungsbereich lagen weiterhin die Verwaltung des föderalen Eigentums sowie die Unterstützung von vorrangigen Projekten und Programmen zur strategischen Entwicklung der Russischen Föderation. Am 18. Mai 2018 wurde Akimow zum stellvertretenden Ministerpräsidenten der Russischen Föderation im Kabinett Medwedew berufen. Zu seinen Aufgaben gehören, neben der Leitung des nationalen Programms „Informationswirtschaft“ und des nationalen Projektes zur Realisierung sicherer und hochwertiger Verkehrswege, die Bereiche Verkehr, Kommunikation und Innovationen. Er ist weiterhin für die mit Immobilien und geistigem Eigentum zusammenhängende Fragen zuständig.
Seit 30. Juni 2016 ist er Mitglied des Rates zur strategischen Entwicklung und von vorrangigen Projekten beim Präsidenten der Russischen Föderation. Er ist Mitglied des Aufsichtsrates der Aktiengesellschaft „Besondere Wirtschaftszone Innopolis“. Er war ab 2007 Präsident der Badmintonverbandes der Oblast Kaluga. Akimow ist seit 2016 Aktiver Staatlicher Berater der Russischen Föderation 1. Klasse. Er ist verheiratet und Vater von zwei Söhnen.

## Auszeichnungen
- Alexander-Newski-Orden (2014)
- Danksagung der Regierung der Russischen Föderation (2014)